# Будукан
Будука́н — село в Облученском районе Еврейской автономной области, входит в Бирское городское поселение.

## География
Село Будукан стоит на реке Будуканка (левый приток Биры), в 12,5 км до её впадения в Биру.
Село Будукан расположено на автотрассе Чита — Хабаровск, рядом проходит Транссибирская магистраль.
Расстояние до города Облучье — около 95 км (на запад по автотрассе Чита — Хабаровск), расстояние до административного центра городского поселения пос. Бира (на восток по автотрассе Чита — Хабаровск) — 24 км.

## Население
| 1926 | 1992 | 2002  | 2010  |
| ---- | ---- | ----- | ----- |
| 18   | ↗560 | ↗1479 | ↘1107 |

## Инфраструктура
- Станция Дальневосточной железной дороги.